# Te la do io l'America
Te la do io l'America è stato un programma televisivo italiano condotto dal comico Beppe Grillo, andato in onda per sei puntate sulla Rete 1 dal 28 marzo al 9 maggio del 1981, e in replica dal 15 febbraio al 22 marzo 2001.

## La trasmissione
La trasmissione prevedeva filmati commentati con ironia e sagacia dal comico ligure, sugli aspetti più curiosi e sulle contraddizioni più evidenti dell'immenso universo statunitense. In studio, un nutrito gruppo di spettatori che componeva il pubblico, posizionati all'interno del varietà in modo analogo a ciò che sarà poi proposto in Drive In. Dopo il successo della trasmissione, venne prodotto il seguito ideale, Te lo do io il Brasile.
Fu la consacrazione al grande pubblico di Grillo, che sotto la sapiente regia di Enzo Trapani condusse uno spettacolo capace di registrare ascolti record, con una media di 16.400.000 telespettatori.
Degne di nota la sigla di apertura Te la do io l'America firmata da Alberto Testa, Tony De Vita, Antonio Ricci e cantata dallo stesso Beppe Grillo; una sigla successiva, W l'America, era invece cantata da Domenico Modugno, mentre quella di chiusura era I love New York, cantata da Abbe Lane.
Alla trasmissione prese parte anche l'attrice Laura Trotter, mentre l'orchestra era diretta da Tony De Vita. Le coreografie erano curate da Franco Miseria. I testi erano di Antonio Ricci, Alberto Testa ed Enzo Trapani.